# Autobahnkreuz Rendsburg
Das Autobahnkreuz Rendsburg (Abkürzung: AK Rendsburg; Kurzform: Kreuz Rendsburg) ist ein Autobahnkreuz bei Rendsburg in Schleswig-Holstein. Es verbindet die Bundesautobahn 7 (Flensburg – Füssen; E 45) mit der Bundesautobahn 210 (Rendsburg – Kiel).

## Geografie
Das Autobahnkreuz liegt auf dem Gemeindegebiet von Schülldorf im Kreis Rendsburg-Eckernförde. Umliegende Gemeinden sind Schacht-Audorf, Ostenfeld und Haßmoor. Es befindet sich etwa 25 km westlich von Kiel, etwa 85 km nördlich von Hamburg und etwa 55 km südöstlich von Flensburg. Rund zwei Kilometer nördlich verläuft der Nord-Ostsee-Kanal, der von der A 7 auf der Rader Hochbrücke überquert wird. Im südlichen Bereich des Kreuzes befindet sich die Bahnstrecke Kiel-Hassee–Osterrönfeld, welche ebenfalls von der A 7 überquert wird.
Das Autobahnkreuz Rendsburg trägt auf der A 7 die Anschlussstellennummer 9, auf der A 210 die Nummer 3.

## Bauform und Ausbauzustand
Beide Autobahnen sind vierstreifig ausgebaut. Alle Verbindungsrampen sind einspurig ausgeführt.
Das Autobahnkreuz wurde als Kleeblatt ausgeführt. Das Hauptbrückenbauwerk führt die A 7 über die A 210.

## Verkehrsaufkommen
Das Kreuz wird im Durchschnitt von täglich rund 72.000 Fahrzeugen befahren.
| Von                           | Nach                 | Durchschnittliche tägliche Verkehrsstärke | Durchschnittliche tägliche Verkehrsstärke | Durchschnittliche tägliche Verkehrsstärke | Anteil Schwerlastverkehr | Anteil Schwerlastverkehr | Anteil Schwerlastverkehr |
| Von                           | Nach                 | 2005                                      | 2010                                      | 2015                                      | 2005                     | 2010                     | 2015                     |
| ----------------------------- | -------------------- | ----------------------------------------- | ----------------------------------------- | ----------------------------------------- | ------------------------ | ------------------------ | ------------------------ |
| AS Rendsburg/Büdelsdorf (A 7) | AK Rendsburg         | 46.100                                    | 42.600                                    | 54.200                                    | 13,8 %                   | 12,5 %                   | 14,3 %                   |
| AK Rendsburg                  | AS Warder (A 7)      | 35.500                                    | 33.500                                    | 40.400                                    | 18,7 %                   | 16,7 %                   | 16,7 %                   |
| AS Schacht-Audorf (A 210)     | AK Rendsburg         | 22.400                                    | 21.600                                    | 23.000                                    | 07,0 %                   | 06,5 %                   | 07,5 %                   |
| AK Rendsburg                  | AS Bredenbek (A 210) | 21.300                                    | 24.600                                    | 26.300                                    | 05,5 %                   | 04,8 %                   | 04,9 %                   |

## Anschlussstellen und Fahrbeziehungen
|                                            | Richtung Flensburg / Dänemark (8) Rendsburg/Büdelsdorf ↓↓↑↑ |                                  |
| Richtung Rendsburg (2) Schacht-Audorf ↓↓↑↑ |                                                             | Richtung Kiel (4) Bredenbek ↓↓↑↑ |
|                                            | ↓↓↑↑ (10) Warder Richtung Hamburg                           |                                  |